# Union nationale des syndicats des travailleurs du Bénin
L'Union nationale des syndicats des travailleurs du Bénin (UNSTB) est une confédération syndicale béninoise affiliée à la Confédération syndicale internationale. De 1974 à 1990, elle fut la seule confédération syndicale autorisée, et sous la conduite du Parti de la révolution populaire du Bénin.